# 寿町 (所沢市)
寿町（ことぶきちょう）は、埼玉県所沢市の町名。丁目の設定のない単独町名である。郵便番号359-1122。

## 地理
所沢市中心部に位置する。御幸町・東町・日吉町・西住吉・元町・有楽町と隣接する。所沢駅の西側に位置し、かつて江戸時代には「下中宿」と呼ばれ、明治・大正・昭和期には埼玉県道6号川越所沢線（所沢銀座通り）沿いが銀座商店街として賑わう所沢の中心街だった。現在は、2000年以降の高層マンションの建設ラッシュなどもあり、新たに転入する人口も増加した。北側の隣接する有楽町との境には、荒川水系の東川が流れている。

### 地価
住宅地の地価は、2017年（平成29年）1月1日の公示地価によれば、寿町29-10の地点で29万1000円/m2となっている。

## 歴史

### 沿革
- 江戸時代 - 当地付近は下中宿と呼ばれ、河原宿（現在の宮本町付近）から江戸四谷への道が整備され、東（江戸街道）・西（秩父道）・南（府中・八王子方面）・北（川越方面）へ延びる主要道路の中継地として繁栄した。
- 1889年（明治22年）4月1日 - 町村制施行に伴い、所沢町の町域となる。
- 1943年（昭和18年）4月1日 - 所沢町が荒幡村・小手指村・富岡村・山口村・松井村と合併し、一帯が所沢町大字所沢下仲町となる。
- 1968年（昭和43年）8月1日 - 所沢市大字所沢の南部の住居表示実施により、下仲町地区の大字所沢の一部から寿町が成立[6]。

## 世帯数と人口
2017年（平成29年）9月30日現在の世帯数と人口は以下の通りである。
| 町丁 | 世帯数    | 人口    |
| ---- | --------- | ------- |
| 寿町 | 1,673世帯 | 3,337人 |

## 小・中学校の学区
市立小・中学校に通う場合、学区は以下の通りとなる。
| 番地 | 小学校             | 中学校             |
| ---- | ------------------ | ------------------ |
| 全域 | 所沢市立所沢小学校 | 所沢市立所沢中学校 |

## 交通
- 西武鉄道
  - 西武新宿線・西武池袋線 所沢駅

## タクシー
- 所沢交通

### 道路
- 埼玉県道6号川越所沢線 - 「所沢銀座通り」の呼称を持つ。

## 施設
- 井筒屋町造商店 - 築100年（1905年建造）木造の店蔵で、綿糸問屋「井筒屋」だった建物。
- 東急ドエル コンセールタワー所沢
- グレーシアタワーズ所沢 タワー棟・サウス棟
- 寿町公園 - 所沢市立所沢小学校正門前、所沢市立図書館発祥の地。